# Oliver Hirschbiegel
Oliver Hirschbiegel (Hamburg, 29 december 1957) is een Duits filmregisseur. Tot zijn werk behoren films als Das Experiment en het controversiële Der Untergang.
Hirschbiegel studeerde aan de Universiteit van Hamburg. In 1986 regisseerde hij zijn eerste film voor het televisiefilmproject Das! Projekt waarvoor hij ook het manuscript had geschreven. Hij werd een succesvolle televisieregisseur die talrijke episodes van de televisieseries Tatort en van Commissaris Rex regisseerde.
Zijn eerste bioscoopfilm was het goed ontvangen Das Experiment. In 2004 trok hij wereldwijd aandacht met de film Der Untergang, gebaseerd op de laatste dagen van de Duitse nazidictator Adolf Hitler. De film leidde tot een uitvoerig debat in Duitsland over de afbeelding van nazileiders. Deze film leverde Hirschbiegel een Oscarnominatie voor beste buitenlandse film op.
In 2007 kwam zijn eerste Hollywoodfilm The Invasion uit met rollen voor Nicole Kidman en Daniel Craig. Hij volgde deze in 2009 op met het Britse Five Minutes of Heaven.